# Sulawesitrast
Sulawesitrast (Turdus turdoides) är en fågel i familjen trastar inom ordningen tättingar. Den förekommer endast på ön Sulawesi i Indonesien. Arten tros minska i antal, men beståndet anses ändå vara livskraftigt.

## Utseende och läte
Sulawesitrasten är en medelstor medlem av familjen trastar, med lång näbb, korta rundade vingar och kraftiga ben. Huvudet och ovansidan är mörkt olivbrum, undersidan något ljusare, ibland med rödaktig ton på undre stjärttäckarna. Ovanför ögat syns ett tydligt svart ögonbrynsstreck.

## Utbredning och systematik
Sulaweustrasten förekommer som namnet avslöjar endast på Sulawesi i Indonesien. Arten delas in i fyra underarter med följande utbredning:
- Turdus turdoides turdoides– södra Sulawesi (Lompobattang-bergen)
- Turdus turdoides abditivus – norra och centrala Sulawesi
- Turdus turdoides tenebrosus – södra och centrala Sulawesi (Latimojong-bergen)
- Turdus turdoides heinrichi – sydöstra Sulawesi (Mekonga-bergen)

### Släktestillhörighet
Sulawesitrasten placeras traditionellt som ensam art i släktet Cataponera. Genetiska studier visar dock att den är inbäddad i det stora Turdus-släktet. Tongivande International Ornithological Congress har flyttat den dit och denna linje följs här.

## Levnadssätt
Sulawesitrasten bebor bergsbelägna städsegröna och mossbelupna skogar på mellan 1 100 och 2 400 meters höjd. Den är en skygg fågel som sällan ses och kunskapen om dess levnadssätt är därför begränsad. Födan består av frukt och ryggradslösa djur som den söker efter i nedre delen av vegetationen.

## Status och hot
Arten har ett rätt begränsat utbredningsområde och tros minska i antal, dock inte tillräckligt kraftigt för att den ska betraktas som hotad. Internationella naturvårdsunionen IUCN listar därför arten som livskraftig (LC).